# エリザベッタ・ファルネーゼ
エリザベッタ・ファルネーゼ （Elisabetta Farnese, 1692年10月25日 - 1766年7月11日）は、スペイン王フェリペ5世の2度目の王妃。パルマ公ラヌッチョ2世の長男オドアルド2世と、プファルツ選帝侯フィリップ・ヴィルヘルムの娘ドロテア・ソフィアの長女。スペイン王カルロス2世の2度目の王妃マリア・アンナ（マリアナ）の姪にあたる。スペイン名イサベル・デ・ファルネシオ（Isabel de Farnesio）。イサベラ・ファルネーゼとも呼ばれる。

## 生涯
オドアルド2世・ファルネーゼの娘として、1692年10月25日に生まれた。
1714年に21歳でフェリペ5世と結婚した。彼女をフェリペ5世の後添えに推薦したのは、王宮を取り仕切る老嬢ウルシノス夫人、そして政治面での王のアドバイザー、ジュリオ・アルベローニ枢機卿だった。
パルマでの代理結婚ののち、スペインに到着すると、王の意志決定を左右するウルシノス夫人を追放し、エリザベッタは瞬く間に意志の弱い王を完全に影響下に置いた。政治ではアルベローニと理念を同じくした。すなわち、古来からのイタリア領、サルデーニャとナポリ・シチリアをスペインの支配に置くことである。彼女は精力旺盛に政治に介入、フランス軍がピレネー山脈を越えてきた際、彼女は自身でスペイン陸軍の一師団を指揮した（四国同盟戦争）。
王には既に先妻マリア・ルイーザ・ディ・サヴォイアとの間の王子たち、ルイスとフェルナンドがいたため、自分がこれから生む子供たちにスペイン王位と同等のイタリア君主の称号と領地を与えるのがエリザベッタの目標となった。
四国同盟戦争はスペインを列強に包囲され敗北、1720年にアルベローニ枢機卿の追放を余儀なくされ、シチリアから撤退しなければならなくなった。そして、彼女が思いとどまるよう説得をしてきたにもかかわらず、1724年にフェリペが突然長男ルイスに譲位して、自らはラ・グランハ宮殿に引きこもってしまった。
ルイス1世が在位7か月で死去したため、フェリペが復位した。フェリペは晩年には廃人同様で、エリザベッタがスペインの政治を主導した。叔父のパルマ公アントーニオが死ぬと、嫡男がなかったため、彼女の長男カルロスがパルマ公となった。ポーランド継承戦争の結果、1736年にパルマ公位は手放すことになったが、引き替えにナポリとシチリアの王位がカルロスのものとなった。
フェリペが死に、フェルナンド6世が王位につくと、王は義母をいたわる名目でラ・グランハへ押し込めた。しかし、エリザベッタは虎視眈々と、カルロスのスペイン王即位を狙った。即位した時には王妃バルバラは既に30代を超えており、子供が生まれる見込みは薄かった。このままフェルナンド夫婦に子供が生まれなければ、王位はカルロスのものだった。
エリザベッタの願望どおり、フェルナンドは子供のないまま病没し、愛子カルロスがカルロス3世として即位した。この頃、彼女は夫と同じ病気を患い、昼夜が逆転した生活を送っていた。そのため、王は母エリザベッタと暮らすことができなかった。エリザベッタは、夫より20年も長生きしたが、同じような状態でラ・グランハにて亡くなった。

## 子女
7人が生まれ、成人したのは6人である。

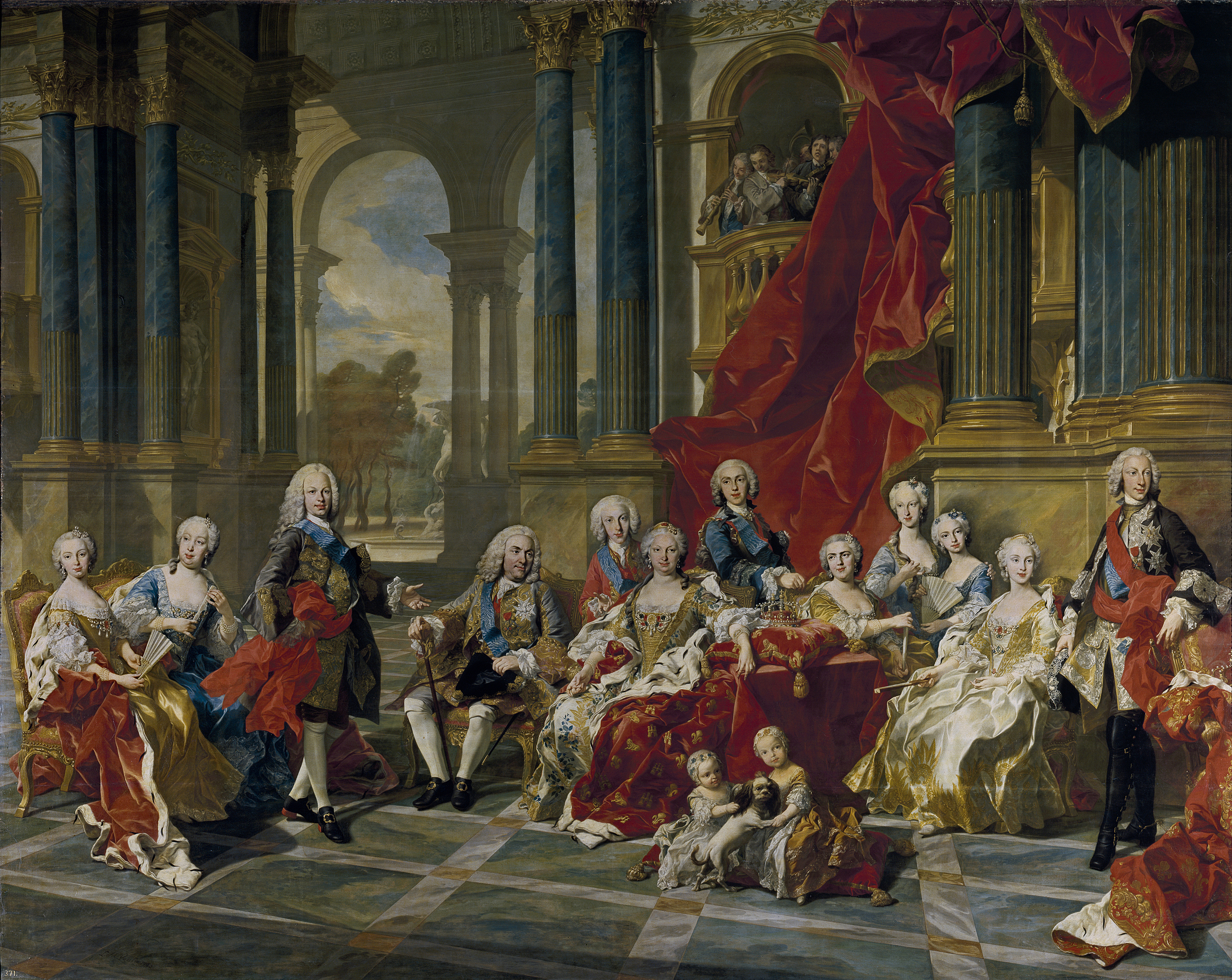
フェリペ5世とその家族。ルイ＝ミシェル・ヴァン・ロー画、1743年。

- カルロス3世（1716年 - 1788年） - パルマ公、のちナポリ王、シチリア王、のちスペイン王
- マリアナ・ビクトリア（1718年 - 1781年） - ポルトガル王ジョゼ1世妃
- フィリッポ（1720年 - 1765年） - パルマ公。ブルボン＝パルマ家の祖。
- マリア・テレサ（1726年 - 1746年） - ルイ15世の長男ルイ王太子の最初の妻。
- アントニオ（1727年 - 1785年） - 枢機卿。チンチョン伯の称号ももつ。
- マリア・アントニエタ（1729年 - 1785年） - サルデーニャ王ヴィットーリオ・アメデーオ3世妃。